# Січ-1
«Січ-1» — український штучний космічний апарат, призначений для спостереження поверхні Землі в інтересах господарської діяльності та проведення наукових експериментів з дослідження іоносфери та магнітосфери.
Розробник: Державне конструкторське бюро «Південне» ім. М. К. Янгеля.
Виробник: Державне підприємство «Виробниче об'єднання „Південний машинобудівний завод ім. О. М. Макарова“».
Запущений 31 серпня 1995 р. з космодрому «Плесецьк» (Росія) за допомогою ракети-носія «Циклон-3» разом з чилійським супутником зв'язку «Фасат Альфа». Аварійне розведення супутників призвело до неможливості експлуатації останнього.
Працював до 2001 року.

## Основні завдання
Основними завданнями КА «Січ» є:

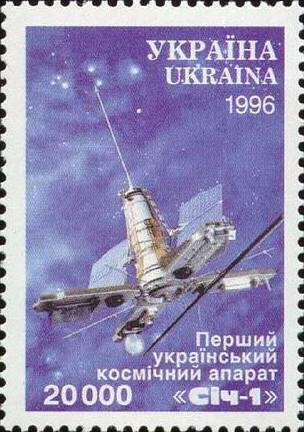
Поштова марка «Перший український космічний апарат „Січ-1“» (1996)

- контроль стану рослинності, забруднення ґрунту та внутрішніх водойм
- контроль межі та стан снігового пласта
- льодове розвідування
- дослідження фізико-геологічних структур
- дослідження планетарного розподілу електричних полів та струмів
- дослідження конвективних рухів іоносферної плазми
- виявлення електромагнітних випромінювань, викликаних сейсмічною активністю Землі
- дослідження впливу інфразвуку на іоносферу
- експерименти з наземними джерелами потужного акустичного випромінювання
- модифікація плазми навколо космічного апарата — телеметричним випромінюванням бортового передавача
- порівняння незалежних експериментальних методик виміру густини електричного струму у іоносфері

## Характеристики
Маса апарата — 1920 кг.
Параметри орбіти:
- висота — 660..680 км
- нахил — 82,3 град.